# 大列山
29°35′58″N 121°44′45″E / 29.599361610313363°N 121.7456978559494°E
大列山是浙江省宁波市奉化区松岙乡湖头渡村近海的一个岛屿，位于象山港东北部。大列山面积0.38平方公里。其东北为小列山，面积0.09平方公里。20世纪70年代，岛上周围海域曾进行海带养殖。目前有一座大桥连接大列山和松岙大陆部分，为浙江造船厂使用。